# Squadra mista ai Giochi della III Olimpiade
La Squadra mista partecipò ai Giochi della III Olimpiade che si sono svolti a Saint Louis dal 1º luglio al 23 novembre 1904, raggruppando singoli atleti di diverse nazionalità che non concorrevano per il proprio paese. Due squadre con membri di diversa nazionalità ottennero medaglie.

## Medaglie
| Medaglia | Nome | Sport            | Evento             |
| -------- | --- | ---------------- | ------------------ |
| Oro      | Manuel Díaz ( Cuba) Ramón Fonst ( Cuba) Albertson Van Zo Post ( Stati Uniti)                                                            | Scherma          | Fioretto a squadre |
| Argento  | Albert Corey ( Francia) Lacey Hearn ( Stati Uniti) Sidney Hatch ( Stati Uniti) Jim Lightbody ( Stati Uniti) Frank Verner ( Stati Uniti) | Atletica leggera | Cross a squadre    |